# Państwowa Szkoła Muzyczna I i II stopnia im. Franciszka Liszta w Głogowie

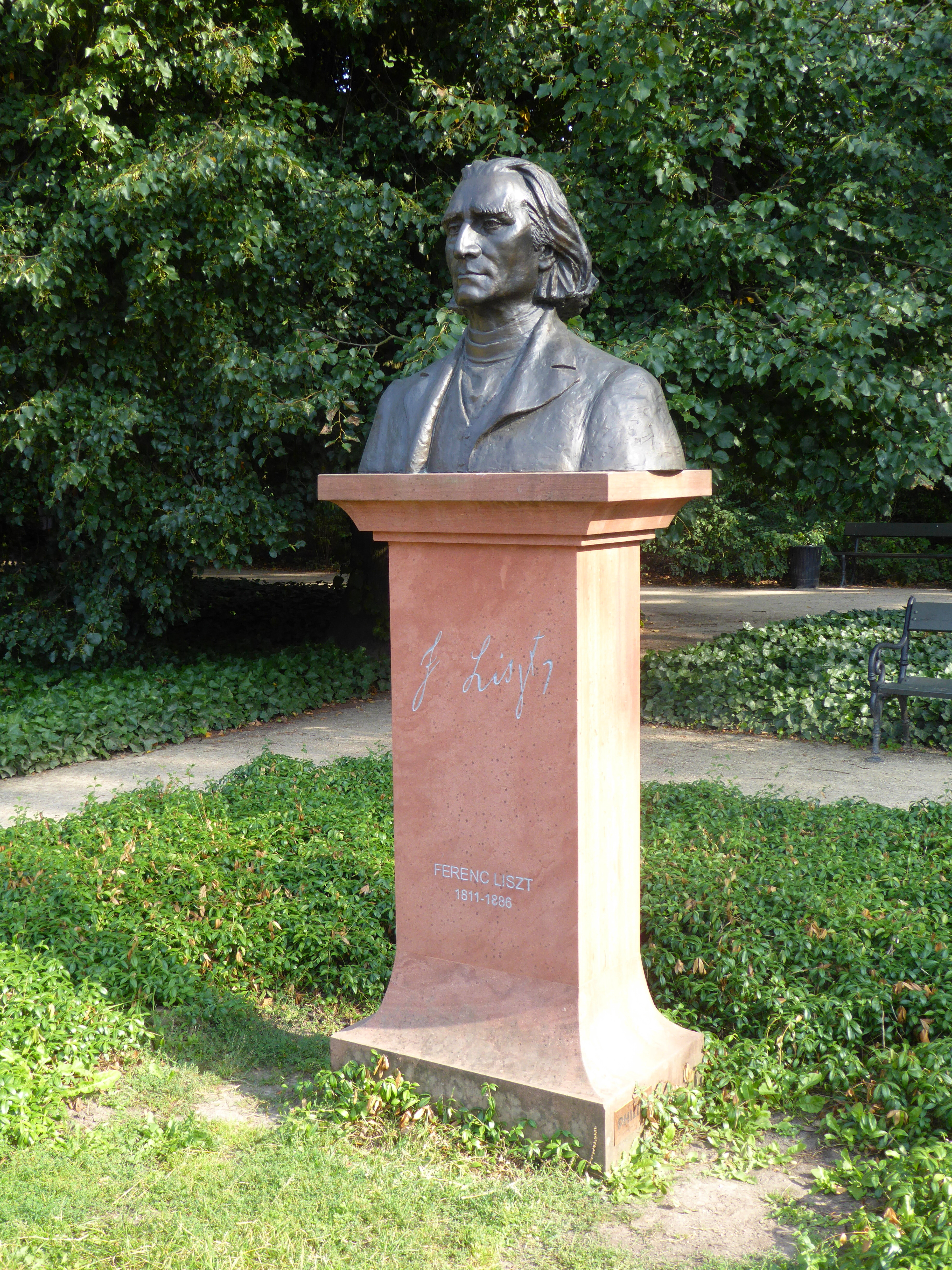
Patron szkoły – popiersie Franciszka Liszta w Łazienkach Królewskich w Warszawie

Państwowa Szkoła Muzyczna I i II stopnia im. Franciszka Liszta w Głogowie – zespół szkół muzycznych, który tworzą: Państwowa Szkoła Muzyczna I stopnia w Głogowie oraz Państwowa Szkoła Muzyczna II stopnia w Głogowie.

## Historia szkoły
Życie muzyczne w Głogowie rozpoczęło się w roku 1950, kiedy to powstało Społeczne Ognisko Muzyczne, przekształcone następnie w Państwowe Ognisko Muzyczne. W 1971 roku na jego bazie powstała Państwowa Szkoła Muzyczna I stopnia, powołana do życia na podstawie zarządzenia Ministra Kultury i Sztuki z dnia 16 września tamtego roku. Naukę rozpoczęło wówczas 120 uczniów, głównie w klasach fortepianu, akordeonu i skrzypiec.
Pierwszym dyrektorem szkoły, w latach 1971–1974, był mgr Edward Fechner. Mimo wielu trudności prestiż szkoły wzrastał, coraz więcej dzieci i młodzieży podejmowało naukę gry na instrumencie. We wrześniu 1974 roku stanowisko dyrektora szkoły objął mgr Kazimierz Walendzik. Dzięki jego staraniom szkoła otrzymała w 1976 roku budynek przy ulicy Słowiańskiej 13. Poszerzona została oferta edukacyjna dla mieszkańców  miasta. Uczniowie mogli uczyć się gry na fortepianie, akordeonie, skrzypcach, trąbce, gitarze, puzonie, klarnecie, wiolonczeli i flecie. Młodzi muzycy brali udział w wielu konkursach i przeglądach oraz zdobywali na nich liczne nagrody i wyróżnienia.
Brak sali koncertowej utrudniał bardzo organizację imprez muzycznych. Wynajmowanie sali w Zamku Książąt Głogowskich, czy w Miejskim Ośrodku Kultury przysparzało wiele kłopotów technicznych. W 1980 roku dyrektor, Rada pedagogiczna i Związek Zawodowy Solidarność wystąpili z wnioskiem do władz miasta o zmianę lokalizacji szkoły i przydzielenie budynku przy ulicy Jedności Robotniczej 14. Po przeprowadzeniu remontu, przy finansowej pomocy Wydziału Kultury i Sztuki Urzędu Wojewódzkiego w Legnicy, 1 września 1984 roku nastąpiła inauguracja roku szkolnego w nowym obiekcie.
Szkoła doczekała się wreszcie sali koncertowej na 200 miejsc. Można było organizować koncerty i zapraszać znanych i uznanych muzyków z Polski i zagranicy. W murach szkoły koncertowali między innymi: Regina Smendzianka, Lidia Grychtołówna, Halina Czerny-Stefańska, Waldemar Malicki, Wadim Brodzki, Wanda Wiłkomirska i wielu innych.
Za swoją działalność Państwowa Szkoła Muzyczna odznaczona została medalem za zasługi dla miasta Głogowa, medalem za zasługi w rozwoju województwa legnickiego, Złotą odznakę honorową Zarządu Głównego Polskiego Związku Emerytów, Rencistów i inwalidów oraz licznymi listami pochwalnymi i dyplomami.
Ukoronowaniem rozwoju szkolnictwa muzycznego w Głogowie było utworzenie Państwowej Szkoły Muzycznej II stopnia, która działa od 1 września 1985 roku. Uczęszczają do niej absolwenci szkoły I stopnia oraz z okolicznych miejscowości: Lubina, Nowej Soli, Wschowy i innych. 
Aktualnie uczniowie uczą się w klasach fortepianu, fletu, klarnetu, trąbki, akordeonu, skrzypiec, wiolonczeli, gitary oraz saksofonu. 

## Remont szkoły
W okresie od lipca do grudnia 2017 roku przeprowadzono termomodernizację i remont budynku szkoły, co znacznie polepszyło warunki nauczania.  